# Уикивидове
Уикивидове (на английски: Wikispecies) е проект на Фондация Уикимедия. Неговата цел е да създаде изчерпателен каталог със свободно съдържание на видовете и да се управлява по-скоро от учени, отколкото от масовата публика. Джими Уейлс, основателя на Фондация Уикимедия, твърди, че редакторите не е нужно да представят диплома, но техните кандидатури ще трябва да минават одобрението на технически лица. Уикивидове се предлага под Лиценз за свободна документация на ГНУ и Creative Commons licenses.

## История
Проектът бе пуснат на 5 септември, 2004 г.

## Езици
Основен език в Уикивидове е английският, но интерфейсът може да се конфигурира (в потребителските настройки), така че да използва и други езици. Някои страници също се превеждат на други езици.

## Общи условия
Общомедия не позволява качването на картини в локалните проекти, а изисква ползването им единствено от Общомедия.
Подходящи лицензи са GFDL, вариантите на Creative Commons, които не ограничават ползването за търговски цели и др. Материали, които са обществено достояние естествено също могат да бъдат качвани в Общомедия.